# Sweltsa fidelis
Sweltsa fidelis är en bäcksländeart som först beskrevs av Banks 1920.  Sweltsa fidelis ingår i släktet Sweltsa och familjen blekbäcksländor. Inga underarter finns listade i Catalogue of Life.